# Crimson Glory (rose)
'Crimson Glory' est un cultivar de rosier obtenu en 1935 par le rosiériste allemand Wilhelm II Kordes. Il fait partie des grands classiques des jardins, apprécié pour sa forte fragrance. Il est issu de 'Catherine Kordes' x 'W. E. Chaplin'.

## Description
Il s'agit d'un grand rosier très vigoureux pouvant atteindre 2 mètres au feuillage vert moyen. Il présente de grandes fleurs doubles (17-25 pétales) de couleur rouge cramoisi virant au pourpre, fortement parfumées, en forme de coupe à l'aspect velouté. Sa floraison est remontante.
Sa zone de rusticité est de 4b à 9b; cette variété est donc résistante aux hivers très froids. Il doit être taillé avant le début du printemps.
Cette rose est excellente pour les massifs et pour les fleurs à couper. Elle craint le soleil brûlant et nécessite une terre enrichie.
Il existe une mutation grimpante découverte en 1946 par Jackson et Perkins, tout aussi vigoureuse et parfumée, mais qui remonte plus légèrement. Elle culmine à 4,5 mètres.

## Descendance
'Crimson Glory' a donné naissance entre autres à 'Cerise Bouquet' (Tantau, 1937), 'Charlotte Armstrong' (Lammerts, 1940), à 'Ena Harkness' (Norman/Harkness, 1946), à 'Solo' (Tantau, 1956), à 'Papa Schneider' (Kriloff, 1961).

## Récompenses
- Médaille d'or de la Royal National Rose Society en 1936
- Gamble Fragrance Award de l'American Rose Society en 1961